# Königstein (Namibie)
Pour les articles homonymes, voir Königstein.
Le Königstein (2 573 m), dans le massif du Brandberg, est la plus haute montagne de Namibie.